# Графство Хоенгеролдсек
Графството Хоенгеролдсек (на немски: Grafschaft Hohengeroldseck; Reichsherrschaft Hohengeroldseck) е имперско графство на Свещената Римска империя в Шварцвалд. Графството е управлявано от род фон дер Лайен и съществува от 1711 г. до края на империята през 1806 г. От 1806 г. до 1813 г. територията е като Княжество фон дер Лайен член на Рейнския съюз.

## История
Създава се от господството Хоенгеролдсек (Herrschaft Hohengeroldseck). Столица е Зеелбах, в Баден-Вюртемберг. То има площ 126 km² и през 1800 г. около 4500 жители. Графството е член на Швабския имперски окръг.
Карл Каспар Франц фон дер Лайен (* 1655; † 1739), фрайхер фон дер Лайен-Адендорф, получава през 1692 г. господството Хоенгеролдсек и на 22 ноември 1711 г. е издигнат на имперски граф.
Чрез Виенския конгрес Хоенгеролдсек попада през 1815 г. първо към Австрийската империя. На Аахенския конгрес 1818 г. чрез размяна на територии попада към Велико херцогство Баден.

## Имперски графове на Хоенгеролдсек (1705 – 1806)
- Карл Каспар Франц фон дер Лайен (1705 – 1739)
- Фридрих Фердинанд (1739 – 1760)
- Франц Карл (1760 – 1775)
- Филип Франц (1775 – 1806/13), 1806 първият княз на Лейен

Територията е в Княжество фон дер Лайен
Понеже Филип Франц при смъртта на баща му 1775 г. е едва на 9 години майка му Мариана фон дер Лайен поема регентсвото от 1775 до 1793 г.